# Golpe de mano (Explosión)
Golpe de mano (Explosión) es una película bélica y dramática española, que data de 1970 y está dirigida por José Antonio de la Loma. Está ambientada en la Guerra Civil Española y es precisamente un largometraje sobre la Batalla del Ebro de 1938. La película está protagonizada por Simón Andreu, Daniel Martín y Rafael Hernández.
En el año 1969 recibió el segundo premio a la mejor película del Sindicato Nacional del Espectáculo. En correspondencia, uno de los protagonistas, Rafael Hernández obtuvo el premio a mejor actor del departamento.

## Argumento
La historia está ambientada en 1938 durante la batalla del Ebro y se desarrolla en torno a la figura del joven Novales ( interpretado por Simón Andreu), que al quedar huérfano por una revuelta campesina, decide alistarse en el ejército franquista, pero con el único deseo de vengar la muerte del padre. La patrulla, a la que se ha incorporado Novales, está al mando del Capitán Andújar (interpretado por Daniel Martín) que recibe la orden de tomar un puente necesario para el paso de las tropas. El ejército franquista tiene éxito en su cometido, pero Novales por su actitud egoísta, que ha provocado la muerte de muchos compañeros, es degradado.

## Reparto
- Simón Andreu como Alférez Novales
- Daniel Martín como Capitán Andújar
- Rafael Hernández como Sargento Casquete
- Carlos Alberto Valentino como Manolo
- Carlos Vasallo como Fermín
- Óscar Pellicer como Marcelino
- Fernando Sancho como El Pernas
- Patty Shepard como Teresa
- Frank Braña como El Fulminante
- Ángel Blanco como El Quico
- José María Sánchez como Cosme
- José Ignacio Pidal como Cabo Percha
- José Antonio Amor como Fernando
- Antonio Casas como El Coronel
- José Calvo como Padre de Novales
- Alberto Fernández como El Campesino
- Jaume Picas como El Alcalde
- Adriano Domínguez como Teniente médico[4]

## Producción y rodaje
Golpe de mano (explosión) es un largometraje ambientado en la guerra civil española, pero se puede clasificar en el género western. De hecho, el director estuvo muy activo en el campo del western italiano. Tanto la dirección como el guion son obra de José Antonio de la Loma. Parte de la película se rodó en los estudios Balcázar, ubicados en Barcelona y el resto en la comunidad autónoma de Aragón, precisamente en los municipios de Ballobar y Huesca. La película se distribuyó internacionalmente y la fecha de estreno fue el 22 de enero de 1970 en España, el 6 de noviembre de 1970 en Italia y en 1984 en Alemania Occidental.
El título original, Golpe de mano (explosión), ha sido traducido para los siguientes países:
- Grecia: Xafniki Epithesi
- Brasil: Ataque de Surpresa
- Gran Bretaña: Surprise Attack
- Estados Unidos: Surprise Attack (¡explosión!)
- Francia: Les enragés du pont de la dernière chance
- Italia: La furia dei giganti
- Alemania Occidental: War Time - Angriff im Morgengrauen[6]

La película tuvo 751.168 entradas en cines, con un importe bruto de 127.520,36 €.

## Premios
Edición de 1969 del Sindicato Nacional del Espectáculo
| Categoría                    | Receptor                  | Resultado      |
| ---------------------------- | ------------------------- | -------------- |
| mejor película               | Golpe de mano (Explosión) | segundo premio |
| mejor actor del departamento | Rafael Hernández          | ganador        |